# Paolo Pedretti
Paolo Pedretti (* 22. Januar 1906 in Orsenigo; † 22. Februar 1983 in Tavernerio) war ein italienischer Radrennfahrer und Olympiasieger im Radsport.

## Sportliche Laufbahn
Pedretti war Teilnehmer der Olympischen Sommerspiele 1932 in Los Angeles. Dort gewann er mit seinen Teamkameraden Nino Borsari, Marco Cimatti und Alberto Ghilardi die Mannschaftsverfolgung. Im Finale schlugen sie das Team aus Frankreich. Mit 17 Jahren bestritt er sein erstes Radrennen in der Klasse der Junioren, 1926 konnte er seinen ersten Sieg als Amateur im Rennen Mailand–Cappelletta feiern. 1931 stellte er einen nationalen Rekord über eine Stunde auf, er legte in der Stunde 42,642 Kilometer zurück. Den Rekord konnte er 1935 verbessern.

## Berufliches
Nach dem Zweiten Weltkrieg betrieb Pedretti eine Fahrradfabrik und unterstützte auch als Sponsor ein Radsportteam.